# Sister Christian
Sister Christian è una power ballad del gruppo musicale statunitense Night Ranger, estratta come secondo singolo dall'album Midnight Madness nel 1984. Il brano è interpretato dal batterista della band, Kelly Keagy, che scrisse il testo dedicandolo alla sorella minore.
Si tratta del maggiore successo del gruppo e ha raggiunto la quinta posizione della Billboard Hot 100 negli Stati Uniti, restando in classifica per 24 settimane. È inoltre arrivata al primo posto in Canada.
È stata inserita alla posizione numero 32 nella classifica delle "100 più grandi canzoni degli anni '80" stilata da VH1. Appare inoltre al decimo posto nella lista delle "25 più grandi power ballad".

## Composizione
La canzone ha come protagonista la sorella minore di Kelly Keagy, chiamata Christy. Il batterista compose il brano nel suo appartamento di San Francisco, poco dopo essere tornato da una visita alla sua famiglia in Oregon. Egli rimase sorpreso dal modo in cui la sorella adolescente, di dieci anni più piccola, fosse cresciuta così rapidamente.

## Video musicale
La canzone è stata accompagnata da video musicale che è stato girato all'interno della San Rafael High School in California.

## Tracce
7" Single MCA 52350
1. Sister Christian (versione ridotta) – 4:04
2. Chippin' Away – 4:10

12" Maxi MCA 1167
1. Sister Christian (versione estesa) – 4:59
2. Sister Christian (versione ridotta) – 4:04

## Formazione
- Jack Blades – voce, basso
- Jeff Watson – chitarra
- Brad Gillis –  chitarra
- Alan Fitzgerald – tastiere
- Kelly Keagy – batteria, voce

## Classifiche
| Classifica (1984)             | Posizione massima |
| ----------------------------- | ----------------- |
| Canada                        | 1                 |
| Stati Uniti                   | 5                 |
| Stati Uniti (mainstream rock) | 2                 |

## Nella cultura di massa
- La canzone appare nei film Boogie Nights - L'altra Hollywood (1997), Superstar (1999) e Venerdì 13 (2009).
- Appare inoltre all'inizio del film Rock of Ages, quando viene cantata da Julianne Hough.
- Il brano è ascoltabile nei videogiochi Grand Theft Auto: Vice City e Saints Row 2.
- È presente come traccia suonabile nel videogioco simulatore di strumenti Rock Band 3.
- La canzone appare nel primo episodio della quarta stagione della serie televisiva Glee, quando viene cantata da Dean Geyer sotto la doccia.
- Il brano viene menzionato diverse volte anche all'interno della serie animata American Dad!.